# Golden Week
A Golden Week (ゴールデンウィーク; Hepburn: Gōruden Wīku) vagy Arany Hét, japánul Ógon Súkan vagy más néven Ógata Renkjú, egy négynapos ünnepsorozat Japánban.
- Április 29.
  - A Császár Születésnapja (天皇誕生日; Hepburn: Tennō Tanjōbi?),1988-ig[1]
  - Zöld Nap (みどりの日; Hepburn: Midori no Hi?),1989-től 2006-ig[2]
  - Sóva Napja (昭和の日; Hepburn: Shōwa no Hi?),2007-től[2]
- Május 3.
  - Alkotmány Napja (憲法記念日; Hepburn: Kenpō Kinenbi?)
- Május 4.
  - Ünnep/Szabadság† (国民の休日; Hepburn: Kokumin no Kyūjitsu?),1985-től 2006-ig
  - Zöld Nap (みどりの日; Hepburn: Midori no Hi?),2007-től[2]
- Május 5.
  - Gyerekek Napja (こどもの日; Hepburn: Kodomo no Hi?), ismert még Fiúk Napja (端午の節句; Hepburn: Tango no Sekku?) néven is.

†: "kokumin no kyūjitsu" vagy "Állampolgári szabadság" egy általános kifejezés néhány hivatalos ünnepre. Május 4. 2007-ig egy meg nem nevezett hivatalos ünnep volt.

## Története
A Golden Week elnevezést Macujama Hideo, a Daiei Film stúdió ügyvezető igazgatója alkotta meg 1951-ben. Az eredeti megnevezést egy japán rádió főműsor idejében használták, mikor a legmagasabb volt a hallgatók száma. Ezt japánul Ógon Súkan-nak nevezték.

### A Császár Születésnapja
Április 29-én az 1989-ben elhunyt Hirohito császár születésnapját ünnepelték. Az új császár trónra lépése után is megtartották ezt a napot ünnepnapnak, Zöld Nap lett belőle, azonban, hogy mégse feledkezzenek meg a korábbi császárról, 2007-ben átnevezték Sóva Napra. Azóta ez a nap a Sóva-korról való megemlékezésről szól, amikor a japán emberek keményen dolgoztak az ország újjáépítésén.

### Alkotmány Napja
1947. május 3-án Japán új, pacifista alkotmányt fogadott el, ez a Nihonkoku kenpó-t (日本國憲法), mely sok mindenben eltér 1889. évi elődjétől. Ezen a napon nincsenek fesztiválok, vagy bármiféle program, ez a nap a megemlékezésről szól, és a demokráciára való figyelemfelhívásról. Ilyenkor több újságban is megjelennek az alkotmánnyal kapcsolatos cikkek, gyakran magában foglalva a 9. cikkelyt, az ún. „békeparagrafust”.

### Zöld Nap
A Zöld Napot 1989 és 2007 között április 29-én ünnepelték, ám 2007-ben áttették május 4-re. A neve is sugallja, hogy ez a nap a természetről szól. Mindezt fesztiválokkal ünneplik, papír lampionok, hagyományos japán öltözet, és tűzijáték kíséretében. A fesztiválok főként Tokióban összpontosulnak, azon belül is a Siba parkban, ahol a nap folyamán az emberek fákat ültethetnek, és egyéb a természettel kapcsolatos programokban vehetnek részt. A Zöld Napot hivatalosan a 2005-ös felülvizsgálatnak köszönhetően vették be az Golden Week ünnepei közé, és lett állami ünnep.

### Gyerekek Napja
Május 5-én a Gyerekek Napja zárja az ünnepsorozatot. A Gyerekek Napja már évszázadok óta jeles esemény, de csak 1948-ban nyilvánították nemzeti ünneppé. Eredetileg a fiúk ünnepe volt, ugyanis a lányoknak van saját fesztiválja, mégpedig a Hina Macuri (雛祭り、”Baba ünnep”).
A Gyerekek Napja alkalmából a japán családok hatalmas, ponty alakú szalagokat röptetnek a kertben, a házban pedig híres harcosok és egyéb hősök bábuit helyezik el. A ponty az erőt és a sikert jelképezi, egy kínai legenda szerint az árral szemben úszott, hogy sárkánnyá váljon. Az utóbbi időben, mivel egyre több ember lakásokban vagy kisebb házakban él, a díszszalagok is rövidebbek lettek, s ma már miniatűr zászlók díszítik a ház belsejét. Ezen a napon az emberek gyakran írisz-levelekkel és gyökérrel meghintett fürdőt vesznek. Az íriszről ugyanis azt tartják, hogy elősegíti a jó egészséget és elhárítja a bajokat. A nap folyamán általában egy kasivamocsi (かしわ餅) nevű ételt fogyasztanak, ez tölgylevélbe bugyolált, édes bab pasztával töltött rizssütemény.
A négy ünnep közül talán ez a legeseménydúsabb nap, az egész országban olyan események zajlanak, melyek főszereplője az ifjú nemzedék. Tokióban, a Kaszumigaoka Nemzeti Stadionban gyermekek tízezrei vesznek részt szüleikkel együtt a Gyermekolimpián. Itt is kitűzik az olimpiai fáklyát, s a szülők és gyermekek különböző korcsoportokba osztva versenyeznek. Sokféle művészeti eseményt is rendeznek ilyenkor. A Jokohama Nó-színházban kjogen-előadást tartanak 18 fiatal színész részvételével, ami egyfajta komikus mű, és mintegy 600 évvel ezelőtt jött létre. Hagyományos jelmezben és meghatározott stílusban adják elő. A gyerekek hetente egyszer vagy kétszer járnak órára, hogy elsajátítsák az egyedi komikus kifejezésmódot, a mozgást és a legyező használatát. Az egyik mókás darab címe Sibiri. Egy szolgáról szól, aki azt állítja magáról, hogy képtelen gazdája megbízásait teljesíteni, mert minden alkalommal, amikor ezt megkísérli, a lábai hirtelen álomba merülnek. A színház ilyenkor zsúfolva van a szülőkkel és a barátokkal, akik nemcsak a humoros előadást élvezik, hanem mély hatást gyakorol rájuk a gyermekek meggyőző játéka is.

## Fordítás
Ez a szócikk részben vagy egészben az Golden Week (Japan) című angol Wikipédia-szócikk ezen változatának fordításán alapul.  Az eredeti cikk szerkesztőit annak laptörténete sorolja fel. Ez a jelzés csupán a megfogalmazás eredetét és a szerzői jogokat jelzi, nem szolgál a cikkben szereplő információk forrásmegjelöléseként.